# Botryohypoxylon amazonense
Botryohypoxylon amazonense är en svampart som beskrevs av Samuels & J.D. Rogers 1986. Botryohypoxylon amazonense ingår i släktet Botryohypoxylon, klassen Dothideomycetes, divisionen sporsäcksvampar och riket svampar.   Inga underarter finns listade i Catalogue of Life.